# 신윤철
신윤철(申允澈, 1969년 2월 23일 ~ )은 대한민국의 음악가이다. 원더버드의 구성원이었고, 현재 서울전자음악단의 일원이다.

## 삶
1969년 2월 23일 태어났다. 신중현의 아들이자 신대철의 동생, 신석철의 형이다. 서울 상문고등학교 출신으로, 1990년 서울예술전문대학 실용음악과를 졸업하고 1997년부터 일년간 영국 London Music School을 다녔다.
기타·하모니카·시타르·건반 등을 연주하고 노래도 한다.
제 7회 한국대중음악상에서 서울전자음악단 2집 「Life is Strange」로 올해의 음악인, 올해의 음반,최우수 록 음반 부분에서 수상했다.

## 음반

### 독집 음반
- 1988년 - 1집 - 《보라빛 하늘》
- 1992년 - 2집 - 《녹색정원》
- 1994년 - 3집 - 《명태》

### 참여 음반
- 1995년 - 한영애 - 《불어오라 바람아》(전기 기타)
- 1999년 - 원더버드 1집 《the story of a lazy bird》 (기타)
- 2002년 - 원더버드 2집 《차가운 달》
- 2005년 - 서울전자음악단 1집 《내가 원하는 건》
- 2009년 - 서울전자음악단 2집 《Life Is Strange》
- 송홍섭 1집·3집 수록 〈내게 왜냐고 묻는다면〉